# Yawalapiti
Die Yawalapiti (auch Jaulapiti, Yaulapiti, Iaualapiti) sind eine indigene Bevölkerungsgruppe, die in der zentralbrasilianischen Region Alto Xingu im brasilianischen Teil des Amazonasbeckens lebt, im Parque Indígena do Xingu, im Mato Grosso.

## Name
Yawalapiti ist heute eine Eigenbezeichnung der Ethnie und bedeutet übersetzt Dorf der Tucupalmen.

## Geschichte
Der erste Kontakt der Yawalapiti mit Nichtindigenen fand im Jahr 1887 statt, als der deutsche Ethnologe Karl von den Steinen bei einer Expedition auf die Bevölkerungsgruppe traf. Damals hielten sich die Yawalapiti am Oberlauf des Rio Tuatuari auf, lösten diese Siedlungen aber in den 1930er Jahren auf und zogen in die Nähe des Rio Culuene und des Rio Batovi, nachdem sie von den Manitsawá oder den Trumai angegriffen worden waren. Bei diesen Kämpfen war Tatîwãlu, Chef des Dorfes, getötet worden und sein Bruder Waripirá und sein Kreuzcousin Yanumaka übernahmen die Führung der verbliebenen Yawalapiti. Yanumaka ging den Tuatari flussaufwärts und Waripirá führte seine Gruppe in das Quellgebiet des Culuene. Yanumakas Gruppe gründete dann das Dorf Yakunipi, das bis heute besteht. Aufgrund des Bevölkerungswachstums gründeten die Yawalapiti von Yakunipi in der Region bald weitere Dörfer, wie Puía (See) und das größte Dorf Ukú-píti (Dorf der Pfeile), eine aufgelassene Siedlung der Mehinako.
Mitte der 1940er Jahre gerieten die Yawalapiti in eine ernsthafte Krise und der Stamm verteilte sich auf die Dörfer der Kuikuro, Mehinako und der Kamaiurá. Als die forschungsreisenden Brüder Cláudio, Orlando und Leonardo Villas Bôas auf die Yawalapiti trafen, hatten diese ihre Dörfer wieder aufgebaut. Zwischen 1948 und 1950 wurde auch Puía wiederaufgebaut, in den frühen 1960er Jahren allerdings aufgegeben und Emakapúku gegründet.

## Bevölkerungsentwicklung

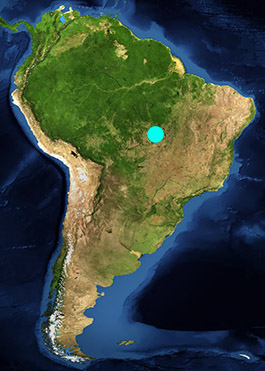
Lage des Siedlungsgebietes

Im Jahr 1948 lebten 28 Yawalapiti in der Region. Nach einem Masern-Ausbruch lebten 1954 noch 25 Stammesangehörige. Im Jahr 1963 stieg die Zahl auf 41 Menschen und 1970 wurden dann 65 Yawalapiti gezählt. In den folgenden Jahrzehnten stieg die Bevölkerungszahl aufgrund der verbesserten Gesundheitsversorgung und der Befriedung der indigenen Völker stetig an. Im Jahr 2002 zählte man 208 Stammesangehörige, bei der letzten Zählung im Jahr 2014 fand man 262 Angehörige des Stammes.
Heute leben die Yawalapiti in mehreren Dörfern im Mündungsgebiet des Rio Batovi in den Rio Culuene, einem Quellfluss des Rio Xingu.

## Sprache
Die Sprache der Yawalapiti (ISO 639-3: yaw) gehört zu den Arawak-Sprachen. Man geht davon aus, dass derzeit nur wenige Personen diese Sprache sprechen. Die meisten Yawalapiti sprechen Kuikuro oder Kamaiurá, das durch Einheiraten übernommen wurde.

## Alltagsleben
Die Dörfer der Yawalapiti sind um einen zentralen Platz (uikúka) angelegt, in dessen Zentrum ein Gemeinschaftshaus steht, das den Männern des Stammes vorbehalten ist. Auf dem zentralen Platz werden auch die Toten beiderlei Geschlechts bestattet. Geführt wird das Dorf von einem Häuptling.
Die Männer sind zuständig für ihre Gärten, die sie im Alter von 14 bis 17 Jahren erhalten. Nach Rodung wird vor allem Maniok angepflanzt. Aus der Maniokwurzel produzieren die Frauen ein Mehl, das im Zentrum der Häuser bevorratet wird und als Grundlage für Brot und Brei dient. Für den Fischfang sind Männer und Frauen gemeinsam zuständig.

## Bekannte Stammesmitglieder
- Aritana Yawalapiti (1949–2020), Anführer der Yawalapiti, Vertreter der Xingu-Indianer im brasilianischen Bundesstaat Mato Grosso und Umweltaktivist
- Pirakuma Yawalapiti (1955–2015), sein jüngerer Bruder, ebenfalls Dorfvorsteher und Umweltaktivist.